# Minako Kotobuki
Minako Kotobuki (寿 美菜子?, Kotobuki Minako; Kōbe, 17 settembre 1991) è un'attrice, doppiatrice e cantante giapponese affiliata con Music Ray'n.
È principalmente conosciuta per il ruolo di Tsumugi Kotobuki nell'anime K-On!.
Parallelamente all'attività di doppiatrice, porta avanti anche una carriera di cantante, avviata proprio grazie al suo ruolo in K-On!. La sua prima performance infatti sono state le sigle di apertura e chiusura della serie nell'aprile 2009, interpretate insieme alle colleghe Aki Toyosaki, Yōko Hikasa e Satomi Satō..
Nello stesso mese, lei ed altre tre doppiatrici (Aki Toyosaki, Ayahi Takagaki e Haruka Tomatsu) hanno debuttato come gruppo musicale chiamato Sphere con il singolo Future Stream.

## Ruoli
2007
- Minami-ke: Studentessa B (ep 8)[4]

2008
- Kyōran Kazoku Nikki: Hijiri Yamaguchi

2009
- Hatsukoi Limited: Rika Dobashii[5]
- K-On!: Tsumugi Kotobuki[2]
- Umi Monogatari: Anata ga Ite Kureta Koto: Kanon Miyamori
- Final Fantasy XIII: Serah Farron (videogame)
- Toaru Kagaku no Railgun - Mitsuko Kongou
- Yoku Wakaru Gendai Mahō - Kaho Sakazaki

2010
- Asobi ni iku yo! - Chaika
- Chū-Bra!! - Yako Jingūji
- Hyakka Ryōran Samurai Girls - Sen Tokugawa
- K-On!! - Tsumugi Kotobuki
- Otome Youkai Zakuro - Daidai
- Toaru Majutsu no Index II - Mitsuko Kongou

2011
- A Channel - Yūko
- Guilty Crown - Kanon Kusama
- Dog Days - Veil
- Manyū Hiken-chō - Chifusa Manyū
- Ro-Kyu-Bu! - Natsuhi Takenaka
- Softenni - Misaki Shidou
- Tiger & Bunny - Karina Lyle/Blue Rose
- Hanasaku iroha - Eri Mizuno
- Tamayura ~hitotose~ - Chihiro Miyoshi
- Final Fantasy XIII-2: Serah Farron (videogame)
- Beelzebub - Yolda
- Aikatsu!: Mizuki Kanzaki
- Fuse Teppō Musume no Torimonochō: Hamaji

2012
- Natsuiro Kiseki: Natsumi
- Shin Megami Tensei: Devil Summoner: Soul Hackers: Hitomi Tohno, Nemissa

2013
- Dokidoki! Pretty Cure: Rikka Hishikawa/Cure Diamond
- Eiga Pretty Cure All Stars New Stage 2 - Kokoro no tomodachi: Rikka Hishikawa/Cure Diamond
- Eiga Dokidoki! Pretty Cure - Mana kekkon!!? Mirai ni tsunagu kibō no dress: Rikka Hishikawa/Cure Diamond

2014
- Project 575: Yuzu Yosano
- Eiga Pretty Cure All Stars New Stage 3 - Eien no tomodachi: Rikka Hishikawa/Cure Diamond
- Hyrule Warriors: Lana, Cia
- Gundam Reconguista in G: Noredo Nug

2015
- Eiga Pretty Cure All Stars - Haru no carnival: Rikka Hishikawa/Cure Diamond
- Persona 4: Dancing All Night: Kanami Mashita

2016
- Time travel shōjo: Waka mizuki

2017
- Fate/Apocrypha: Toole
- Final Fantasy XIV: Dad of Light: Aru

2018
- Eiga HUGtto! Pretty Cure Futari wa Pretty Cure - All Stars Memories: Rikka Hishikawa/Cure Diamond

2019
- Hello World: Ii Shizuka
- Gekijōban Fainaru Fantajī Fōtīn: Hikari no Otōsan: Aru

2022
- Soul Hackers 2: Nemissa

2024
- I colori dell'anima (Kimi no Iro): Sumika Yatsushika